# Karel De Wolf (volkskundige)

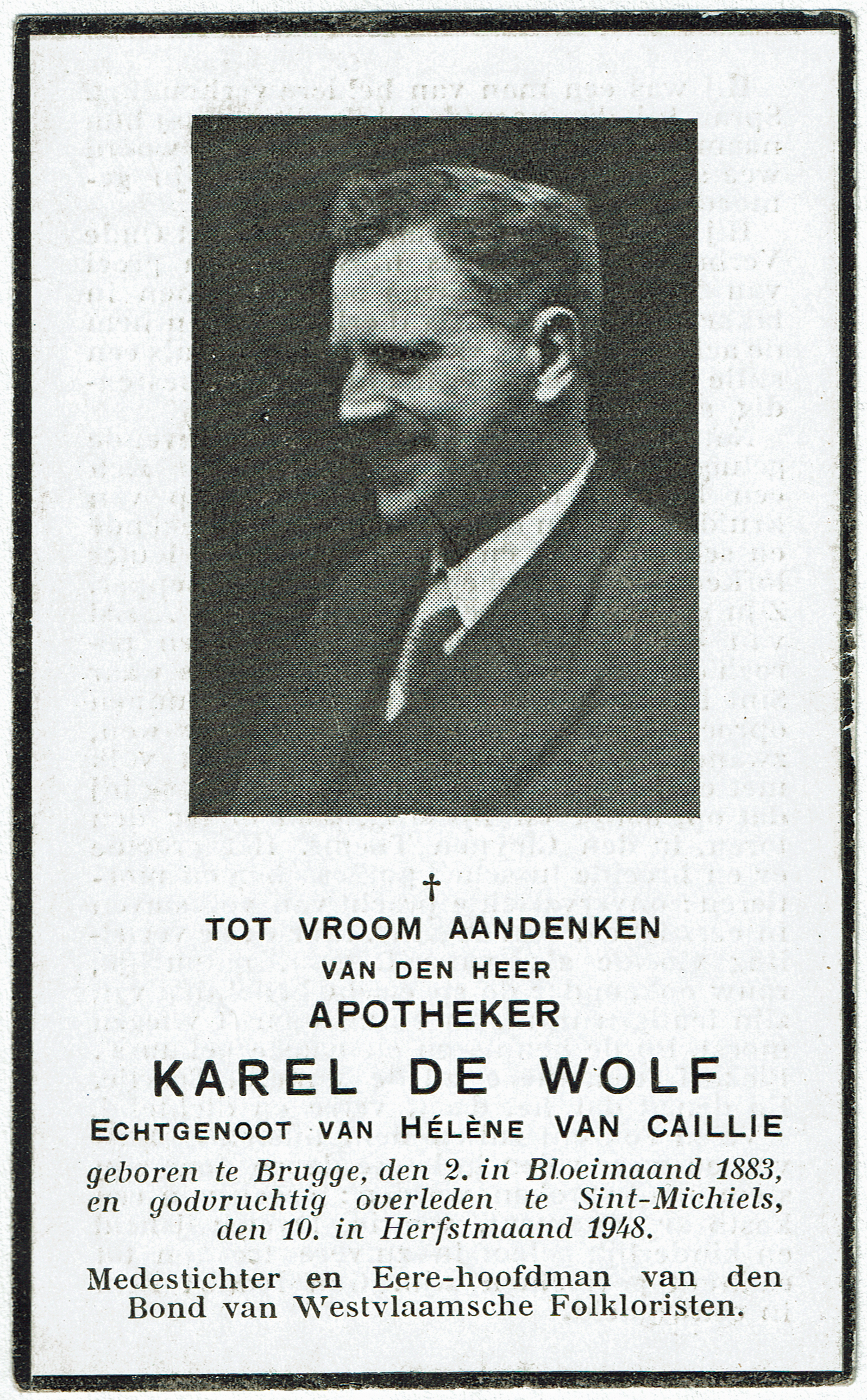
Doodsprentje van Karel de Wolf

Karel De Wolf (Brugge, 2 mei 1883 – Sint-Michiels, 10 september 1948) was een Belgische volkskundige en apotheker.

## Levensloop
De Wolf was de zoon van apotheker Adolf De Wolf (1844-1920) en Leonie Van Acker, die zeven kinderen hadden. Jules De Wolf (1875-1914) en Joseph De Wolf werden Scheutist, in Mongolië. Lodewijk De Wolf (1876-1929) werd priester van het bisdom Brugge. Het gezin woonde in de apotheek 'In den Cleynen Thems' in de Brugse Zuidzandstraat.

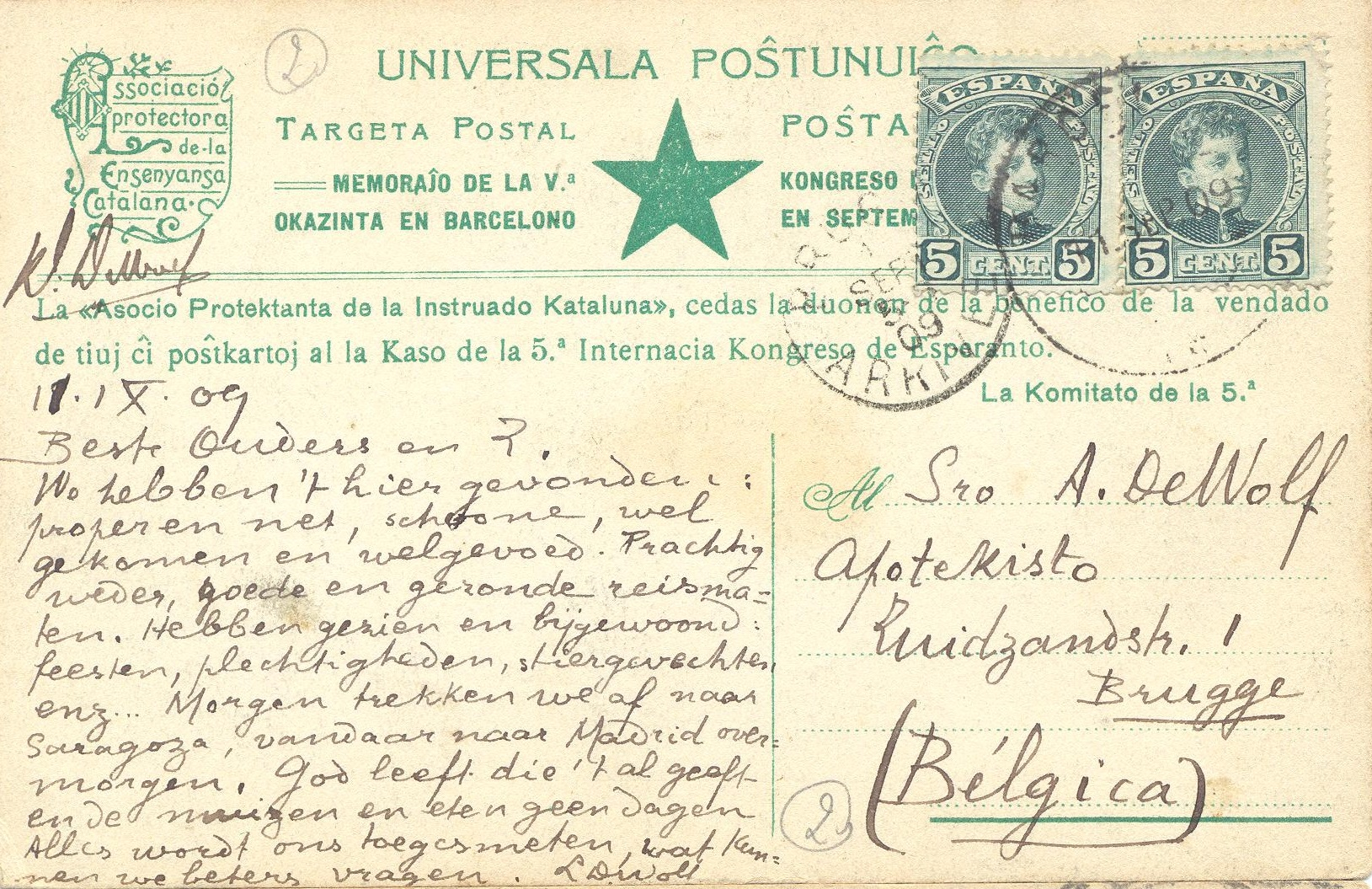
Postkaart van Leonie De Wolf uit Spanje aan haar vader Adolf te Brugge

Vanaf 1891 tot aan de retorica 1901-1902 volgde Karel De Wolf de volledige lagere- en middelbareschooljaren aan het Sint-Lodewijkscollege in Brugge. Hij was er actief in de 'Lettergilde', het Sint-Vincentiusgenootschap en de studentenbond. Hij ging voor apotheker studeren aan de Katholieke Universiteit Leuven en was er actief in de studentenclub Moeder Brugse, in 1906-1907 als preses. In 1907 behaalde hij zijn diploma. Hij liep stage bij de Antwerpse apotheker en esperantist Oscar Van Schoor. Die trouwde op 9 november 1910 met Leonie, de jongere zuster van Karel. Dit verklaart wellicht de deelname van leden van de familie De Wolf aan het Esperanto-congres in Barcelona in 1909, gevolgd door een rondreis in Spanje, waarvan een reeks postkaarten bewaard is.
Terug in Brugge richtte hij mee de kring 'Eigen Volk, Eigen Kunst' op, waar hij secretaris van werd. Het hoofddoel was het samen liederen zingen en De Wolf liet er zich als tenor gelden. 
In 1909 volgde hij zijn vader op in de apotheek en in 1911 trouwde hij met Hélène Van Caillie. Ze kregen negen kinderen. 
De Wolf ontpopte zich als een kruidenkenner en schreef hierover talrijke bijdragen in het Belgisch Pharmaceutisch Tijdschrift en in Biekorf.
Toen in Brugge in 1936 de Bond der Westvlaamsche Folkloristen werd opgericht, werd Karel De Wolf er de eerste hoofdman-voorzitter van. Deze Bond richtte in 1937 een Folkloremuseum op onder het Belfort en De Wolf schonk er een volledige oude apotheek aan. Het jaar daarop begon de Bond met een jaarlijkse Volkskundige Almanak genaamd 't Beertje en de eerste drie jaar was De Wolf er de hoofdredacteur van.
In 1929 schreef De Wolf een 'lijflied' voor de apothekers, dat op muziek werd gezet door Jef Van Hoof.

## De verteller
De Wolf was een uitstekend luisteraar naar de volkse verhalen en uitdrukkingen, die hij onder meer in zijn officina veelvuldig te horen kreeg en optekende.
Ze werden de inspiratiebron voor zijn 'vertelsels over 't Brugsch volk', die hij als korte verhalen in Biekorf publiceerde. In 1936 liet hij er zeven bundelen door de uitgever Cayman, die pas in 1942 verschenen onder de titel Brugsch Volk. Het werd een bibliofiele uitgave, met illustraties door de Brugse tekenaar en schilder René De Pauw (1887-1946).
Postuum verschenen in 1949 nog andere vertellingen onder de titel Hier weerom Brugsch Volk, met tekeningen door Jules Fonteyne.

## Publicaties
- In boekvorm:
  - Uit het leven van Toontje Tuymelaere en Maatje Mus, K. Beyaert, Brugge & De Sikkel, Antwerpen, 1932.
  - Brugsch Volk, uitg. Cultura - Cayman-Seynaeve, Brugge, 1942.
  - Hier weerom Brugsch Volk, Verbeke-Loys, Brugge, 1949.
- In artikelvorm (onder meer):
  - Belladonna en Belledame, in: Pharmaceutisch Tijdschrift voor België, 1923.
  - Van look gesproken..., in: idem, 1924.
  - Onder de bloeiende linde, in: idem, 1924.
  - Een Vlaamsch Apothekers Idioticon, in: idem, 1924.
  - Aconitum Napellus, in: idem, 1925.
  - Van Brugge en Bruggelingen door een Bruggeling, in: Toerisme, 1929.
  - Van 'en bulte, en van nòg 'en bulte. (up ze Brugs), in: 't Beertje, Volkskundige Almanak, 1938.
  - Van Van Troyen en Van Keirsbilck, in: Brugghe... 'n Spieghel, 1939.

## Voetnota
1. ↑  Apoteker Oscar Van Schoor (1873-1936). Bij de honderdste verjaring van zijn geboorte. Farmaceutisch tijdschrift voor België, sept.-okt. 1973.

- Digitale Bibliotheek voor de Nederlandse Letteren: wolf009
- Gemeinsame Normdatei: 172481333
- International Standard Name Identifier: 0000 0000 2824 6230
- Library of Congress Control Number: n86009300
- Nederlandse Thesaurus van Auteursnamen: 070885575
- Virtual International Authority File: 13784033
- WorldCat: E39PBJx4rMQMWMvhxMby3CfrMP